# 幽靈蛸科
幽靈蛸科（學名：Vampyroteuthidae），又名吸血烏賊科，是頭足綱幽靈蛸亞目下唯一的一科，其下包含了3屬共4個物種，分別為現生種幽靈蛸、拟幽灵蛸（Vampyroteuthis pseudoinfernalis）和已滅絕的陷阱幽靈蛸及死靈蛸。